# Roger Wilco (Software)
Roger Wilco ist eine proprietäre Sprachkonferenzsoftware, welche den Benutzern ermöglicht, über das Internet miteinander zu kommunizieren. Die Hauptanwendung findet es in Online-Gaming.
Entwickelt wurde es von Resounding Technology, später wurde es von GameSpy Industries vertrieben und ist Bestandteil der Gamespy-Tools. Seit 2003 wurde keine neue Version der Software mehr veröffentlicht.
Das Tool ähnelt Teamspeak oder Ventrilo. Der Name Roger Wilco setzt sich aus den im Funkverkehr verwendeten Begriffen Roger („Verstanden“) und Wilco („Werde den Anweisungen folgen“) zusammen und ist weiterhin der Name des Protagonisten aus der Space-Quest-Reihe. Das Programm ist Shareware.